# Axel Fredrik Cronstedt
Axel Fredrik Cronstedt, född 23 december 1722 på Ströppsta i Turinge socken i Stockholms län, död 19 augusti 1765 i Säter, var en svensk bergmästare, mineralog och kemist, den moderna mineralogins och geologins grundläggare och upptäckare av grundämnet nickel.
Axel Fredrik Cronstedt föddes 1722 som ett av 25 barn till Gabriel Olderman som adopterats i den adliga ätten Cronstedt, och dennes andra hustru Maria Elisabeth Adlerberg, en ättling till ärkebiskop Olaus Swebilius. 
Cronstedt skrevs 1738 in vid Uppsala universitet och studerade till en början matematik i syfte att, enligt faderns önskan, bli militär. Genom föreläsningar i mineralogi hållna av Johan Gottschalk Wallerius  väcktes intresset för det ämne han sedan odelat kom att ägna sig åt. År 1742 ingick han som auskultant i Bergskollegium, där han 1746 blev extra ordinarie notarie och 1747 notarie. År 1747 utnämndes han till geschworner i Öster- och Västerbergslagen och blev 1758 bergmästare i nämnda bergslag. 1753 blev han ledamot av Kungliga Vetenskapsakademien. Cronstedts värdefulla mineralsamling blev inköpt av den danske godsägaren Tönnes Christian Bruun-Neergaard.

## Cronstedt och den moderna geologin
Cronstedt blev kanske mest känd för sina grundläggande studier av mineral och bergarter, vilka var epokgörande. Liksom inom botanik och zoologi försökte både Carl von Linné och Wallerius att dela in mineral- och stenriket på ett systematiskt sätt. Linné, som med sitt starkt utpräglade formsinne fäste stor vikt vid mineralernas kristalliska egenskaper, inspirerade till Jean-Baptiste Romé de l'Isles banbrytande arbete (1772), och Wallerius' mineralogi (Mineralogica, 1747) var den första verkliga handboken inom denna vetenskapsgren. 
I många hänseenden passade inte Linnés synsätt för behandlingen av mineral och bergarter. Han fäste sig alltför ensidigt vid deras yttre karaktärer, såsom färg, struktur, formvariationer o. s. v. Hos djur och växter är dessa egenskaper betecknande för olika arter, men detta är inte applicerbart på mineral och bergarter. Varken Linné eller Wallerius gjorde skillnad på enkla mineral och bergarter, mellan verkliga bergarter, "stenvandlingar" (= fossil), stengyckel (jättegrytor, räfflade stenar, "örnstenar", "matematiska stenar") eller "stenafvel" (pärlor, tuppstenar, tyre, stenar av flygande drakar m. m.). 
Cronstedt rensade bort de sistnämnda ämnena ur mineralogin och drog en gräns mellan stenriket och djurriket. Han lade grunden till den moderna geologin genom att skilja mellan mineral och bergarter, publicerat i ”Försök til mineralogie, eller mineral-rikets upställning”, som kom ut anonymt 1758 och gavs ut på danska (två olika översättningar), på tyska (tre översättningar, 1760, 1770 och 1780), franska (1771), engelska (1770-1772, 1781, och 1788) och sannolikt på åtskilliga andra språk. 
Den reform Cronstedt genomförde inom mineralogin väckte både motstånd och strid på sin tid, mycket på grund av att Cronstedt inte fäste sig vid mineralens yttre utseende utan ansåg att deras kemiska egenskaper var viktigare för klassificeringen. Han var den förste som använde blåsröret, med vilket han gjorde många upptäckter. Cronstedt skilde fullständigt de morfologiskt snarlika, men i kemiskt avseende totalt olika koboltmineralen, koboltglans, spejskobolt och linnéit. Han beskrev kopparmalmen kuban som under nära ett århundrade förväxlades med kopparkis. 
De vattenhaltiga silikat, som är kända under namnet zeoliter, hade av mineralogerna blivit helt och hållet förbisedda. Cronstedt kände igen och beskrev emellertid en zeolit från Åreskutan som ett särskilt mineral och denna blev sedermera representant för zeoliternas stora grupp.

## Upptäckten av nickel

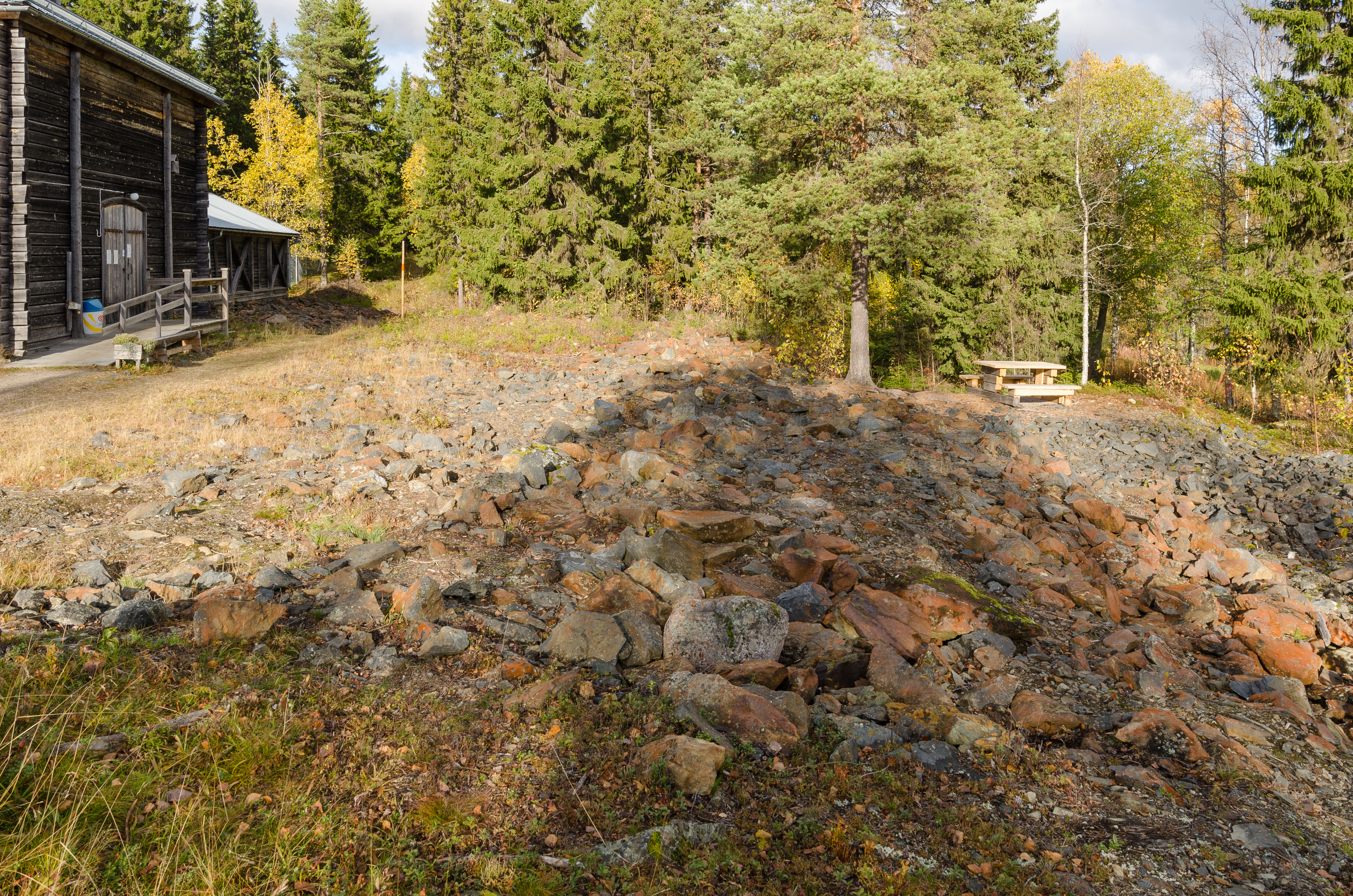
Varp vid Los koboltgruva.

Upptäckten av grundämnet nickel skedde vid Losgruvan i Hälsingland. En metall som liknar kobolt vilken bergsrådet Georg Brandt redan 1735 betecknade som en egen metall. Henric Kalmeter hade börjat bryta kobolt och vismut, men den kobolt man fick ut gav ej ren blå färg. Cronstedt startade då en undersökning om orsaken och upptäckte då att malmen endast innehöll en liten mängd kobolt. Däremot innehöll den en större mängd av en ny metall, vilken han gav namnet nickel och som han beskrev i Rön och försök, gjorda med en malmart från Los kobolt-grufvor (Vetenskapsakademins handlingar 1751-54).  Även om många av nickels reaktioner är mycket karaktäristiska, bestreds upptäckten länge av samtida utländska kemister, till exempel tvivlade René Just Haüy fortfarande år 1801.
Cronstedt var också den förste som 1751 fäste uppmärksamheten på "tungsten", ett mineral som då förmodades vara en järnmalm. "Tungsten" från Bispbergs klack i Dalarna och från Bastnäs gruvor i Västmanland visade sig senare vara olika mineral, nämligen scheelit respektive cerit. Det var sannolikt i scheelit från Bispberg som Scheele först beskrev en oxid av volfram som ett nytt ämne och i mineralprov från Bastnäs gruvor som Jacob Berzelius och Hisinger samt oberoende av dem Martin Klaproth år 1803 upptäckte metallen cerium. Senare upptäckte Carl Gustaf Mosander  metallerna lantan (1839) och didym (1842).

## Familj
Cronstedt var gift med Gertrud Charlotte Söderhielm, dotter till Lorentz Niklas Söderhielm och Alleta Maria Cederberg.